# Aaron Swartz

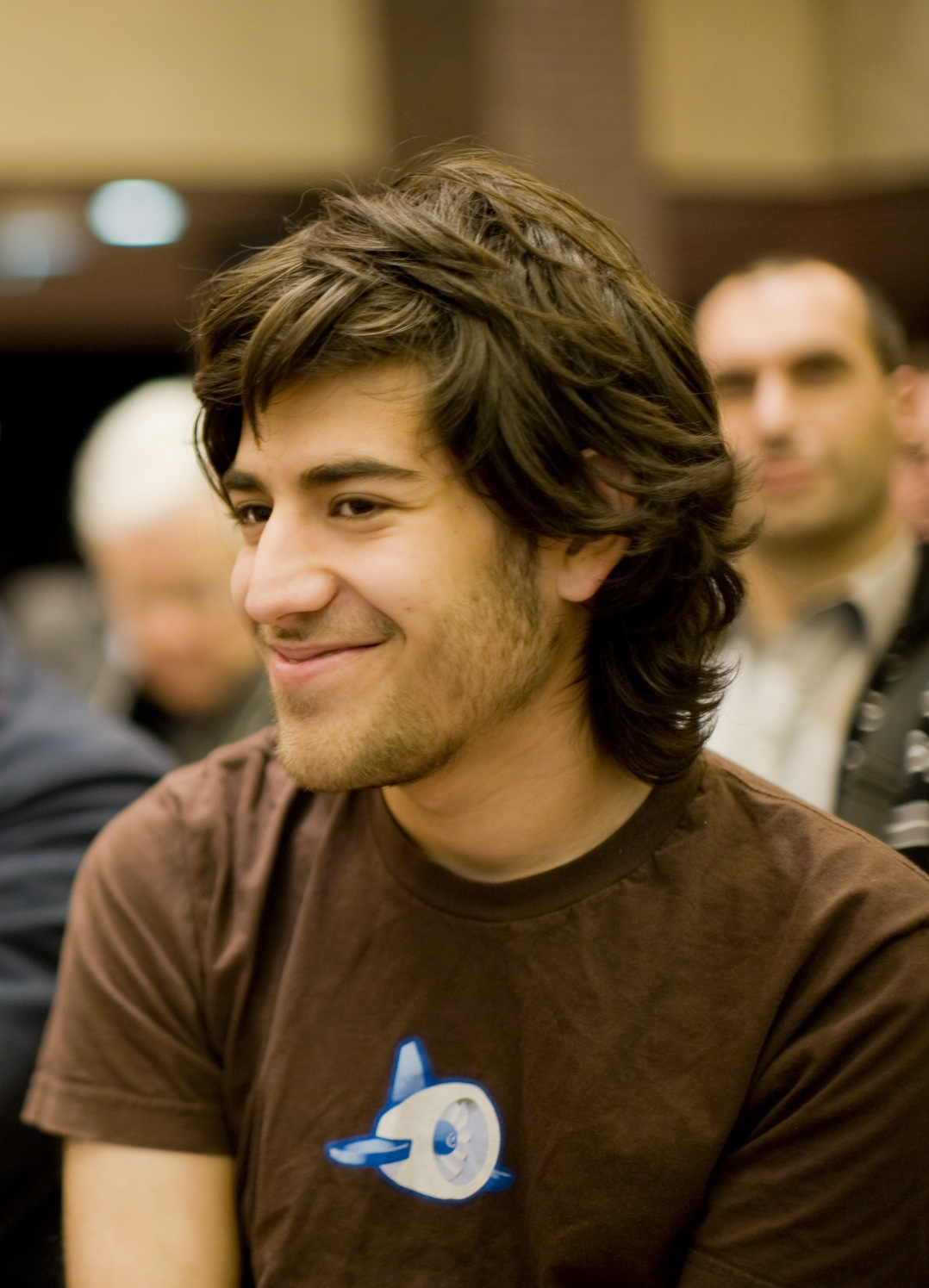
Aaron Swartz (2008)

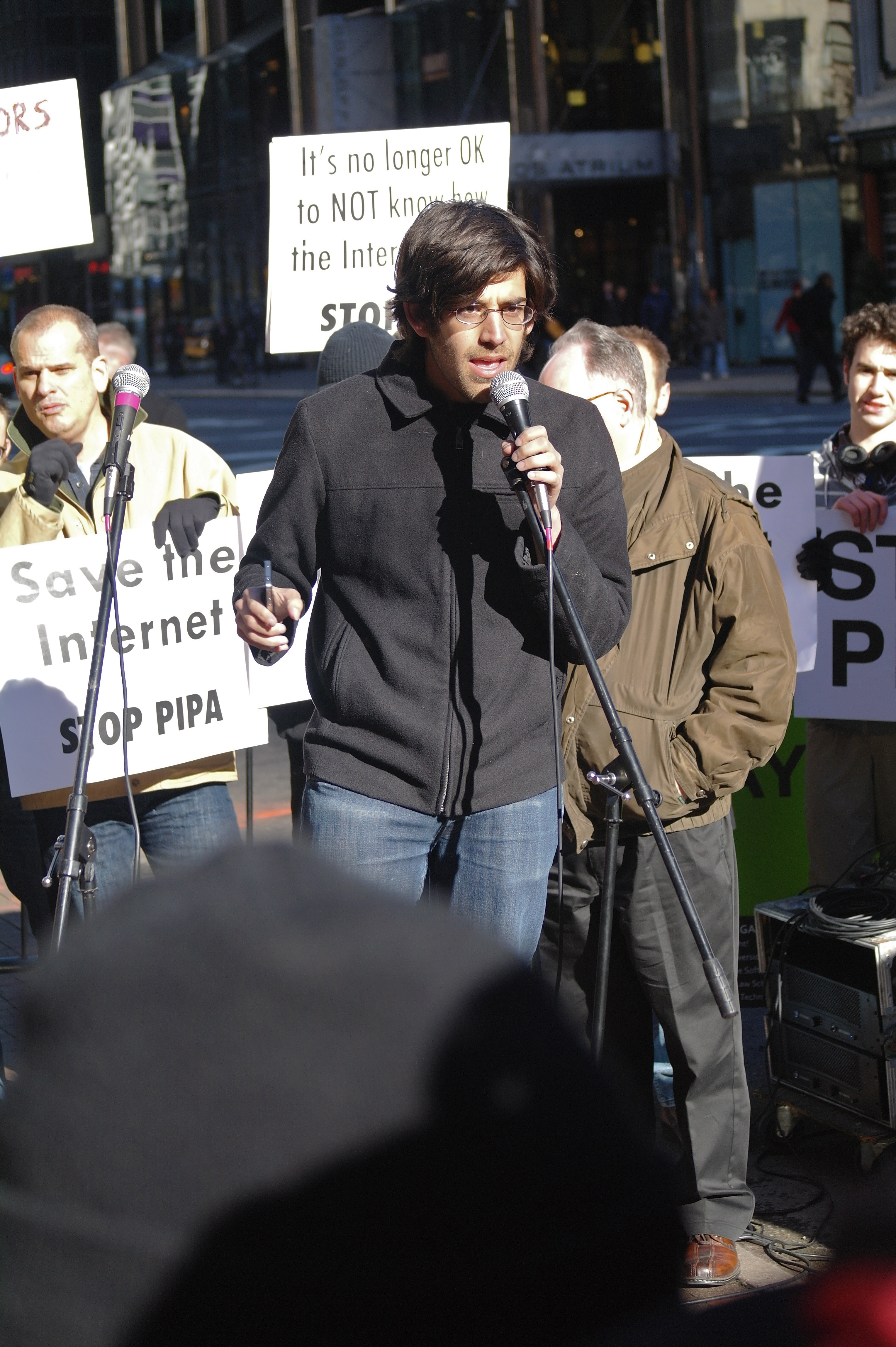
Aaron Swartz (2012)

Aaron Hillel Swartz (* 8. November 1986 in Chicago; † 11. Januar 2013 in New York City) war ein US-amerikanischer Programmierer, Unternehmer, Autor, Organisator politischer Bewegungen und Hacktivist; bekannt vor allem als Mitgründer von Reddit und für seinen Einsatz gegen Internetzensur.

## Leben
Aaron Swartz war der Sohn von Robert und Susan Swartz und hatte zwei Brüder (Noah und Ben). Im Alter von 14 Jahren war Swartz Co-Autor der RSS-Spezifikation 1.0. Danach wurde er Mitglied einer für das Resource Description Framework zuständigen Arbeitsgruppe des W3C. 2002 entwickelte Aaron Swartz die vereinfachte Auszeichnungssprache atx (englisch the true structured text). Als John Gruber 2004 Markdown entwickelte, war Swartz Beta-Tester. 2006 schrieb er sich an der Stanford University ein, verließ sie jedoch nach etwa einem Jahr, um bei Y Combinator zu arbeiten.
Swartz war Mitbegründer des Start-Ups Infogami, das später in Reddit aufging. Reddit wurde im Oktober 2006 vom Condé Nast Verlag übernommen; die Verlagsgruppe verlegte den Firmensitz zur Wired-Redaktion in San Francisco. Dort arbeitete Swartz zunächst weiter für Reddit, bis er Anfang 2007 entlassen wurde. Im September desselben Jahres schuf er mit Simon Carstensen den Website-Creation- und Hosting-Service Jottit. Darüber hinaus war Swartz bei der technischen Umsetzung der Creative-Commons-Lizenzen beteiligt und war technischer Leiter der Open Library. Er entwickelte auch SecureDrop, eine Plattform zur sicheren Kommunikation zwischen Journalisten und Whistleblowern. Die Webanwendung wurde ursprünglich unter dem Namen DeadDrop von Aaron Swartz und Kevin Poulsen entwickelt.
Swartz lebte eine Zeit lang in Cambridge, Massachusetts, wo er unter anderem im Board des Change Congress tätig war. Er verfasste Beiträge für Wikipedia und kandidierte 2006 erfolglos für das Kuratorium der Wikimedia Foundation.
Im Juli 2008 verfasste Swartz in Eremo, Italien das Guerilla Open Access Manifesto und veröffentlichte es anschließend unter der Creative-Commons-Lizenz Public Domain Mark 1.0 gemeinfrei. Er spricht sich darin explizit gegen die Privatisierung von Wissen aus und legte damit eine argumentative Grundlage für den radikalen Flügel der Open-Access-Bewegung, indem er dazu aufruft, auch ohne Rücksicht auf das Urheberrecht akademische Aufsätze frei verfügbar zu machen. Er verfolgte mit dem Manifest das Ziel, seine Anschauungen offenzulegen, auf Missstände hinzuweisen und neue Open-Access-Unterstützer zu werben. Es beginnt mit den Worten: „Information is power.“ (dt. „Informationen sind Macht.“) und endet mit der auffordernden Frage: „Will you join us?“ (dt. „Wirst du dich uns anschließen?“). Zentrale Aussage des Textes ist die Feststellung, dass das Teilen von Wissen nicht unmoralisch, sondern moralische Notwendigkeit sei: „But sharing isn’t immoral — it’s a moral imperative“. Vor diesem Hintergrund ruft Swartz sowohl Studierende als auch Wissenschaftler und Bibliothekare, die er als Privilegierte betrachtet, auf, ihren Zugang zu wissenschaftlichen Arbeiten mit anderen zu teilen. Er umschreibt auch illegale Handlungen, die in seinen Augen notwendig seien, um Zugang zu solchen Dokumenten zu erhalten, und stellte dadurch im Wissenschaftsbetrieb vorherrschende Moralvorstellungen zur Diskussion.
2009 veröffentlichte Swartz etwa 20 Millionen Seiten von Gerichtsentscheidungen, die er im Vorjahr aus der über einige Bibliotheken probeweise kostenlos zugänglichen Datenbank PACER (Public Access to Court Electronic Records) heruntergeladen hatte. Der Vorgang war legal; Swartz beabsichtigte die Erstellung eines durchsuchbaren Archivs. Die Dokumente sind nun im Internet Archive zugänglich.
2010 untersuchte er als Fellow am Safra-Zentrum der Harvard University, aus welchen Quellen Beiträge in juristischen Fachzeitschriften finanziert wurden. In diesem Jahr gehörte er zu den Gründern der Gruppe Demand Progress, die sich in den Vereinigten Staaten gegen den Stop Online Piracy Act und PIPA einsetzte.
Am 19. Juli 2011 wurde Swartz angeklagt, 4,8 Millionen wissenschaftliche Artikel von dem Zeitschriftenarchiv JSTOR illegal heruntergeladen zu haben. Nachdem er die Daten an JSTOR ausgehändigt hatte, kündigte der Betreiber an, keine zivilrechtlichen Ansprüche gegen Swartz zu stellen. Der Fall wurde vom Staatsanwalt Stephen Heymann weiterverfolgt. Gegen eine Kaution von 100.000 US-Dollar blieb Swartz auf freiem Fuß. Ihm drohten im Fall seiner Verurteilung eine bis zu 35-jährige Haft- und eine hohe Geldstrafe. Im September 2011 gab JSTOR bekannt, den gemeinfreien Teil der Zeitschriftentexte öffentlich zugänglich zu machen, am 9. Januar 2013 gaben sie bekannt, 4,5 Millionen Artikel für begrenzte Zeit kostenlos zugänglich vorzuhalten.
Noch vor Beginn des Gerichtsprozesses, der für April 2013 angesetzt war, beging Swartz Suizid durch Erhängen. Er wurde am 11. Januar 2013 von seiner Freundin in seinem Apartment in Brooklyn tot aufgefunden. Nach seinem von der zuständigen US-Behörde als Suizid eingestuften Tod wurde unter anderem von Seiten der Angehörigen und Freunde Kritik gegenüber der Staatsanwaltschaft laut. Ihr wurde eine Mitschuld am Tod von Swartz vorgeworfen: Sie habe im Prozess „überzogen“ gehandelt, zumal JSTOR selbst keine Anzeige erstattet hatte. Im Nachhinein versicherte sie, Swartz habe ihre Forderung durch ein Schuldbekenntnis auf sechs Monate Haft reduzieren können. Der Rechtswissenschaftler Lawrence Lessig, der als Swartz’ Mentor bezeichnet wurde, äußerte Kritik am Vorgehen der Staatsanwaltschaft, wollte sich der These einer Mitschuld jedoch nicht anschließen. Ebenfalls wird dem MIT aus verschiedenen Gründen eine Mitschuld bzw. Fehlverhalten vorgeworfen.
Am 15. Januar 2013 wurde Swartz in Highland Park, Illinois, beigesetzt. Tim Berners-Lee, der Begründer des World Wide Web, hielt eine der Trauerreden. Drei Tage vorher hatte er Swartz ein Gedicht gewidmet. Ein weiterer Trauerredner war Lawrence Lessig.
Der Fall Aaron Swartz wurde 2013 von Hal Abelson, der als Professor am MIT beschäftigt ist, im Auftrag des MIT untersucht. Dieser fand keine Schuld der Hochschule, da sich das MIT neutral verhalten hatte (Swartz hatte das Netz des MIT mit einem Laptop auf dem Gelände des MIT verwendet, um die Dateien von JSTOR herunterzuladen).

## Verfilmung
Am 27. Juni 2014 wurde der durch Crowdfunding finanzierte Dokumentarfilm The Internet’s Own Boy veröffentlicht. Er behandelt das Leben und Wirken von Aaron Swartz von seiner Kindheit bis zu seinem Tod. Die Premiere des Films von Brian Knappenberger fand beim Sundance Film Festival 2014 statt. Der international beachtete Film kam in die Vorauswahl der Oscar-Nominierung 2015 in der Kategorie „Best Documentary“, wurde jedoch nicht nominiert. Die deutsche Fassung Tod eines Internet-Aktivisten wurde zum ersten Mal am 7. Januar 2015 im öffentlich-rechtlichen Sender ZDFinfo ausgestrahlt.

## Schriften
- MusicBrainz: A Semantic Web Service; (PDF; 103 kB) IEEE Intelligent Systems, Band 17, Heft 1 (Jan/Feb 2002), S. 76–77.
- mit J. Hendler: The Semantic Web: A Network of Content for the Digital City; Proceedings of the Second Annual Digital Cities Workshop, Kyoto, Japan, Oktober 2001.
- Who Writes Wikipedia?, September 2006.

## Filmografie
- 2005: Aardvark'd: 12 Weeks with Geeks[31]
- 2006: Steal This Film[32]
- 2007: Steal This Film II[33]
- 2012: War for the Web[34]
- 2014: The Internet's Own Boy – Die Geschichte des Aaron Swartz[35]
- 2020: Steal this Sports Broadcast[36]

## Audio
- Brooke Gladstone: Aaron Swartz: The Wunderkind of the Free Culture Movement. In: Terms of engagement. On the Media. New York Public Radio Studios. 15. Januar 2016.
- Podcast Mind the Tech: https://mind-the-tech.podigee.io/7-vom-tech-wunderkind-zum-gejagten-cyber-aktivisten  23. September 2020.